# アーミントン弾力性
アーミントン弾力性（あーみんとんだんりょくせい、英: The Armington elasticity）は、自国財と外国財の間の代替の弾力性のこと。ポール・アーミントンの1969年の論文で、異なった国から輸入される財は同一のカテゴリーに分類される財であっても異なる財とみなすという仮定を置いたことからこの呼び方が広まった。

## 概要
アーミントン弾力性は、自国財と外国財の間の代替の弾力性のことを指す。同じ種類の財であっても自国で生産されたものと外国で生産されたものが異なるとみなす仮定のことをアーミントン仮定（英: The Armington assumption）と呼ぶ。この仮定は計算可能な一般均衡モデル（CGEモデル）では一般的なものである。輸入される財のバラエティの数を考慮して価格指数を計算する際にも、アーミントン仮定が置かれる。

## 推定値
自国財と外国財の代替の弾力性は即ち、「貿易の価格に対する弾力性」とも解釈できる。CGEモデルでは、同質財の貿易モデルよりも現実的な（より値が小さい）「貿易の価格に対する弾力性」
が得られる。論文によって「貿易の価格に対する弾力性」が大きく異なり、そのおおよその大きさについて経済学者間でコンセンサスは得られていない。2019年のデータで推定した3,524の出版バイアス補正済みアーミントン弾力性は、2.5から5.1の範囲に分布していて中央値が3.8であった。
ロバート・フィーンストラらのカリフォルニア大学デービス校の研究チームは、入れ子型CES効用関数（上層に外国財アグリゲーターと自国財アグリゲーターのCES関数、下層にそれぞれ外国財のバラエティのCES関数と自国財バラエティのCES関数）を仮定し、それぞれの層の代替の弾力性のパラメーターを推定している。そして、「外国財のバラエティ同士」は「外国財と自国財」よりも2倍代替性が高い（つまりより同質的である）ことを示している。